# Normandy (Surrey)
Pour les articles homonymes, voir Normandy.
Normandy est une paroisse civile et un village du Surrey, en Angleterre.